# Dilarə Kazımova

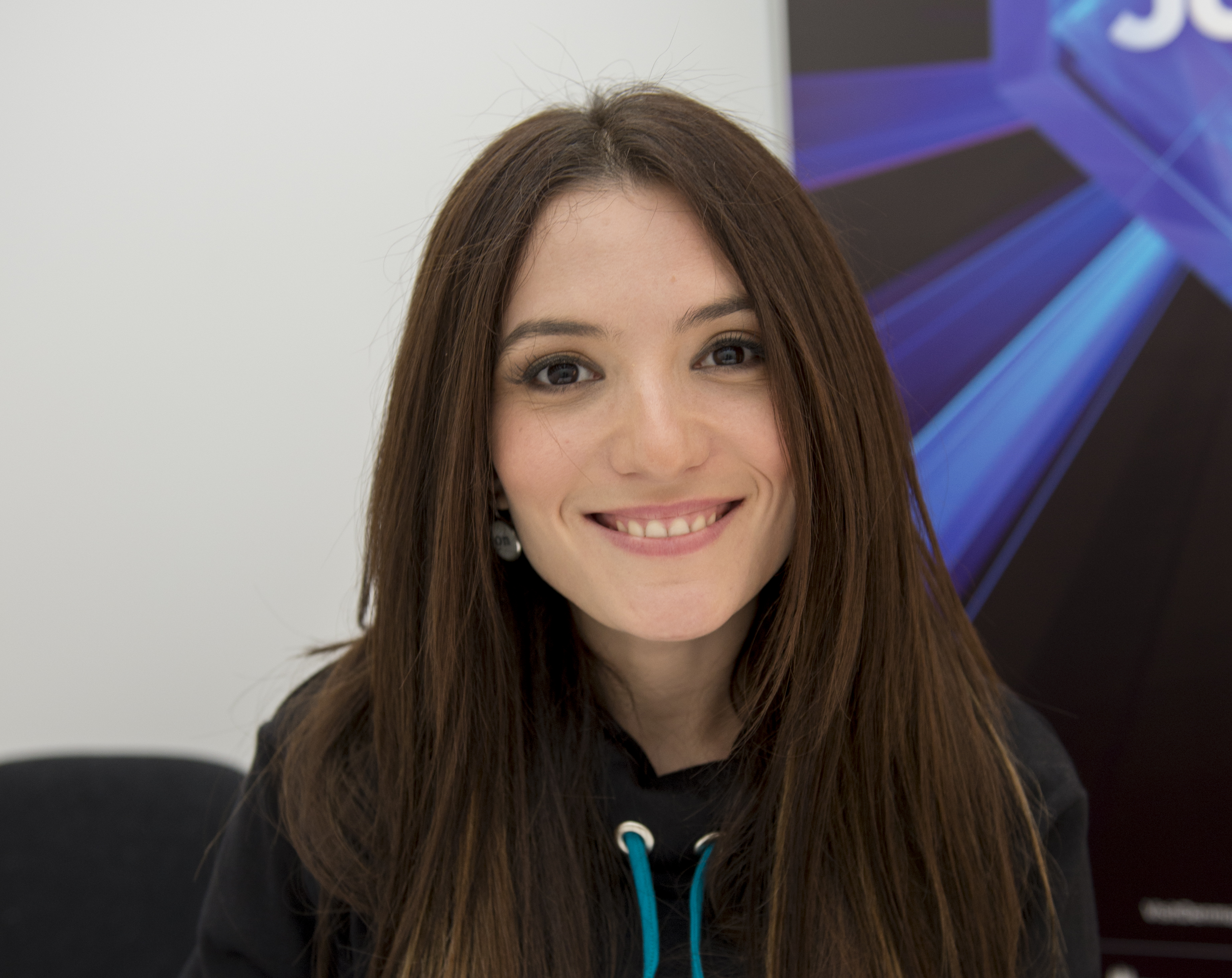
Dilarə Kazımova (2014)

Dilarə Kazımova (auch Dilara Kazimova; * 20. Mai 1984 in Baku) ist eine aserbaidschanische Sängerin und Schauspielerin.

## Karriere
Kazimova studierte Gesang an der Musikakademie Baku. Mit der Rockband Unformal und mit dem Popduo Milk & Kisses nahm sie 2008 und 2010 an der aserbaidschanischen Vorentscheidung zum Eurovision Song Contest teil und belegte jeweils Platz 2. Durch die Castingshow Boyük Səhnə wurde sie im Finale am 2. März 2014 ausgewählt, das Land beim Eurovision Song Contest 2014 im dänischen Kopenhagen zu vertreten. Der Beitrag Start a Fire (dt.: Entzünde ein Feuer) wurde intern ausgewählt und am 15. März auf Eurovision.tv vorgestellt. Komponisten und Texter sind Stefan Örn (Komponist 2010–2012), Johan Kronlund (Komponist 2012) und Alessandra Günthardt. Sie erreichte das Finale, wo sie auf Platz 22 landete. Später nahm sie an Holos, dem ukrainischen Ableger von The Voice, teil.

## Diskografie
Singles
- 2014: Start a Fire
- 2016: Dream